# 크리스토퍼 마틴
크리스토퍼 마틴(Kristofer Martin, 1994년 11월 20일 ~ )은 필리핀의 배우이다.